# جاك هنري
جاك هنري (بالفرنسية: Jacques Henry)‏ هو سائق سيارة سباق فرنسي، ولد في 15 مايو 1942 في لور (هوت ساون) في فرنسا، وتوفي في 19 نوفمبر 2016.

## روابط خارجية
- جاك هنري على موقع DriverDB.com (الإنجليزية)
- جاك هنري على موقع eWRC-results.com (الإنجليزية)